# Septembre 2008 en sport

## Principaux rendez-vous sportifs du mois de septembre 2008
- 25 août au 7 septembre : Tennis : US Open
- 30 août au 21 septembre : Cyclisme : Tour d'Espagne 2008
- 5 : Football : Tour préliminaire de la coupe du monde de football 2010 : Zone Afrique
- 6 : Football : Tour préliminaire de la coupe du monde de football 2010 : Zone Europe - Zone Amérique du Sud - Zone Amérique du Nord, Centrale et Caraïbes - Zone Asie - Zone Océanie
- 6 au 17 : Jeux paralympiques d'été de 2008
- 7 : Moto : Manche du Championnat du monde superbike à Donington Park
- 7 : Golf : Omega European Masters à Crans-Montana
- 7 : Football : Tour préliminaire de la coupe du monde de football 2010 : Zone Amérique du Sud - Zone Afrique
- 7 : Formule 1 : Grand Prix de Belgique à Spa-Francorchamps
- 8 au 14 : Tennis : Open de Roumanie
- 9 : Football : Tour préliminaire de la coupe du monde de football 2010 : Zone Amérique du Sud
- 10 : Football : Tour préliminaire de la coupe du monde de football 2010 : Zone Europe - Zone Amérique du Sud - Zone Afrique - Zone Amérique du Nord, Centrale et Caraïbes - Zone Asie - Zone Océanie
- 13 et 14 : Tennis : Finale de la Fed Cup 2008 à Madrid
- 13 et 14 : Moto : Bol d'or à Nevers Magny-Cours
- 14 : Formule 1 : Grand Prix d'Italie à Monza
- 14 : Moto : Grand prix d'Indianapolis
- 14 au 20 : Cyclisme : Tour de Pologne 2008
- 15 au 21 : Tennis : Open de Tokyo 2008
- 15 au 21 : Tennis : Open féminin de Canton
- 16 et 17 : Football : Ligue des champions : 1re journée de la phase de groupes
- 22 au 28 : Cyclisme : Championnats du monde sur route
- 28 : Formule 1 : Grand Prix de Singapour à Singapour
- 27 au 30 : Tir sportif : Finale de la Coupe du monde à Minsk
- 30 : Football : Ligue des champions : 2e journée de la phase de groupes

## Chronologie

### Vendredi 26 septembre
- Water-polo : première journée de la Ligue adriatique de water-polo, nouvelle compétition regroupant les huit clubs de la première ligue croate, les trois meilleurs clubs monténégrins et le champion de Slovénie.

### Dimanche 28 septembre
- Water-polo : à Montpellier, le Montpellier Water-Polo remporte la coupe de France en finale contre le Cercle des nageurs de Marseille. Pour la première fois, la coupe est organisée en début de saison du championnat de France[1].